# Corsini (Adelsgeschlecht)

Wappen der Familie Corsini

Die Corsini sind ein italienisches Hochadelsgeschlecht aus Florenz. Der Familie entstammen ein Heiliger, ein Papst und mehrere Kardinäle. Die Familie existiert bis heute.

## Geschichte
Die Ursprünge der Familie liegen in der Toskana in der Gegend von Poggibonsi. Ihr Aufstieg begann mit der Ankunft von Neri Corsini in Florenz in der zweiten Hälfte des 12. Jahrhunderts.
Wie bei anderen Florentiner Familien, ist der Aufstieg der Corsini eng mit dem wirtschaftlichen Aufschwung der Stadt verbunden. Als Kaufleute waren sie im 14. Jahrhundert auf die Verarbeitung von und den Handel mit Wolle und Seide spezialisiert. Außerdem betrieb die Familie eine Finanzbank. Im republikanischen Florenz bekleideten sie zahlreiche politische Ämter.
Als Urheber für den wirtschaftlichen Aufstieg der Familie Corsini gelten die Brüder Filippo, Bartolomeo und Lorenzo. Diese waren in der Mitte des 16. Jahrhunderts mit zahlreichen Handelsunternehmungen in ganz Europa erfolgreich wirtschaftlich tätig. Aus diesen Erträgen konnten Investitionen in Immobilien und Ländereien in der Toskana, Umbrien und Latium getätigt werden. 1620 erhielt die Familie von Papst Paul V. den Titel eines Markgrafen von Sismano. 1731 erhielten sie von Papst Clemens XII. den römischen Fürstentitel.
Das Pontifikat Clemens’ XII. (1730–1740) stellt den Höhepunkt des politischen und wirtschaftlichen Einflusses der Familie dar. Politisch war dieses von inneritalienischen Auseinandersetzungen, dem Konflikt mit der Freimaurerei (Bulle In eminenti apostolatus specula) und der Wahl Augusts des Starken zum König von Polen gekennzeichnet. Baulich hinterließ Clemens XII. wesentliche Spuren in Rom. Zu seinen Projekten gehören eine neue Fassade für die Lateranbasilika sowie der Baubeginn des Trevi-Brunnens und des Regierungssitzes Palazzo della Consulta auf dem Quirinal. Die Giebel der beiden letzteren ziert sein päpstliches Wappen.
Im Königreich Italien erlangte die Familie Corsini erneut politischen Einfluss. Von 1865 bis 1882 war Tommaso Corsini Mitglied des Abgeordnetenhauses und in der Folge Senator auf Lebenszeit. Sein Neffe Prinz Tommaso (VIII. Fürst von Sismano, 1903–1980) nahm als Abgeordneter der verfassungsgebenden Versammlung an der Ausarbeitung der republikanischen Verfassung teil.

## Bekannte Familienmitglieder

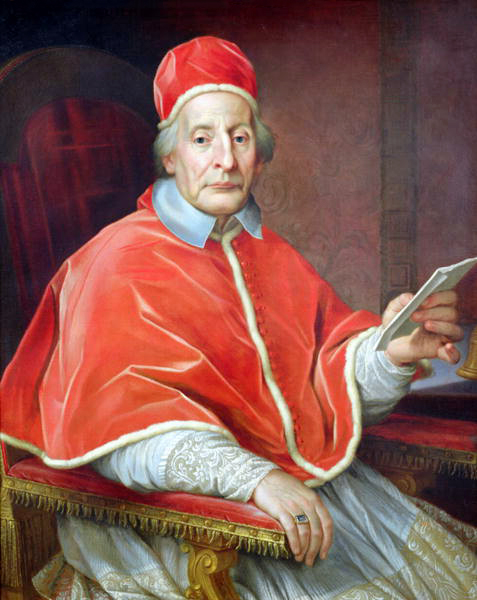
Papst Clemens XII. (Lorenzo Corsini) (1652–1740)

- Andrea Corsini (1301–1374), italienischer Geistlicher, Bischof von Fiesole
- Papst Clemens XII. (Lorenzo Corsini) (1652–1740), italienischer Geistlicher
- Andrea Corsini (1735–1795), italienischer Kardinal
- Neri Corsini (1624–1678), italienischer Geistlicher, Bischof von Arezzo und Kardinal
- Neri Maria Corsini (1685–1770), italienischer Adliger und Kardinal
- Tommaso Corsini (1835–1919), Bürgermeister von Florenz, Abgeordneter und Senator auf Lebenszeit
- Tommaso Corsini (1903–1980), Abgeordneter der verfassungsgebenden Versammlung der Italienischen Republik

## Bauwerke (Auswahl)

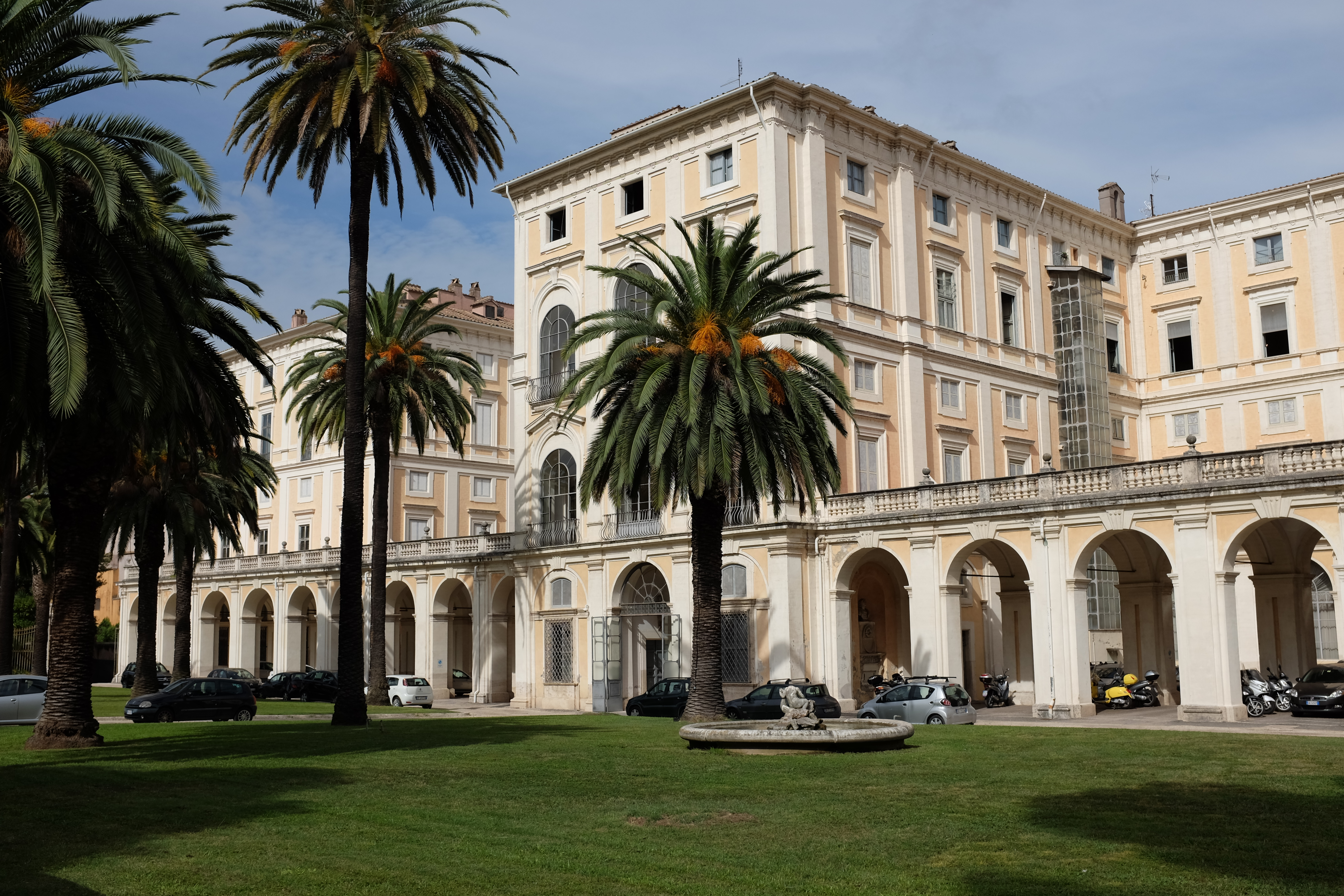
Palazzo Corsini, Rom
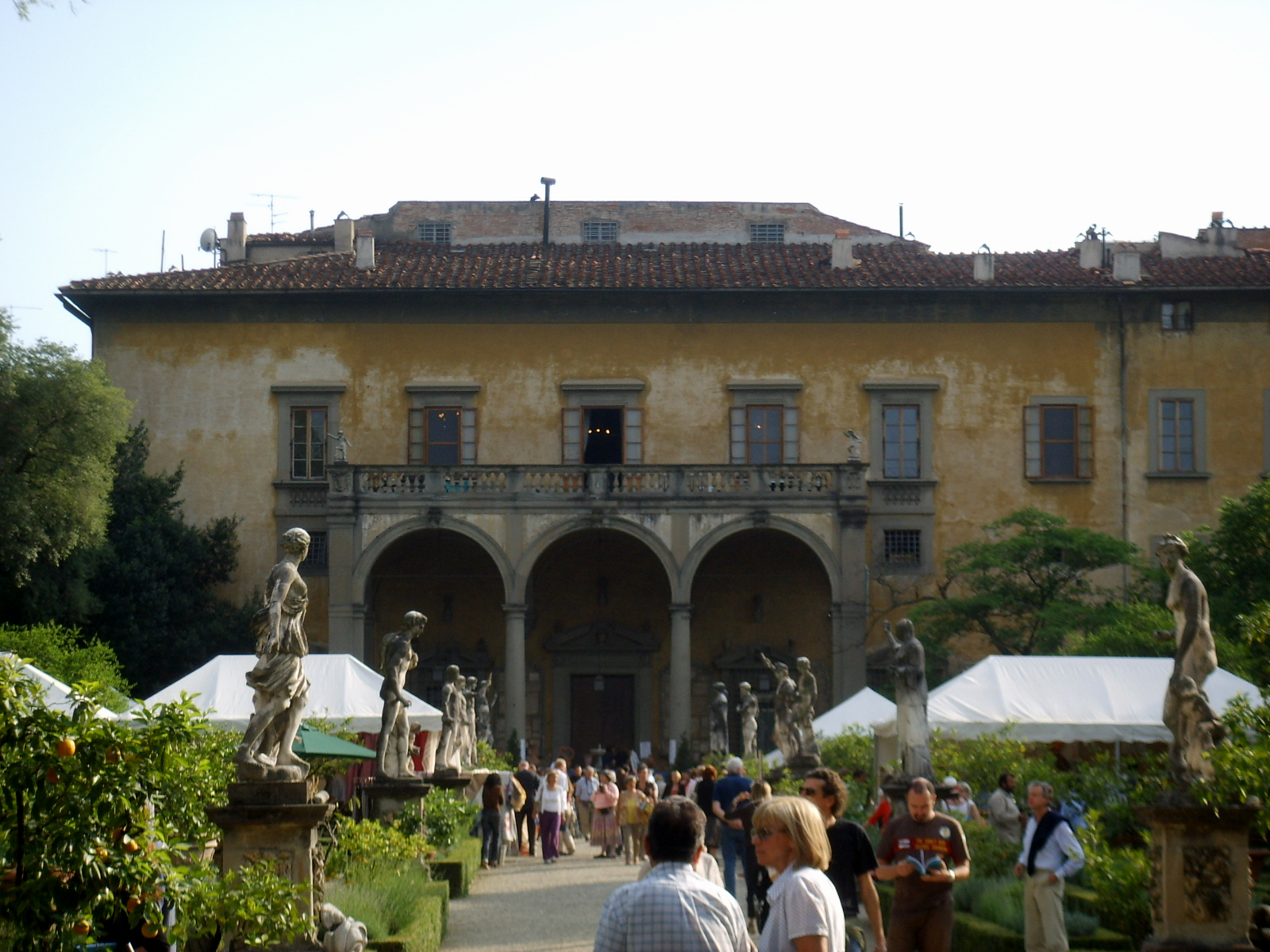
Palazzo Corsini al Prato, Florenz
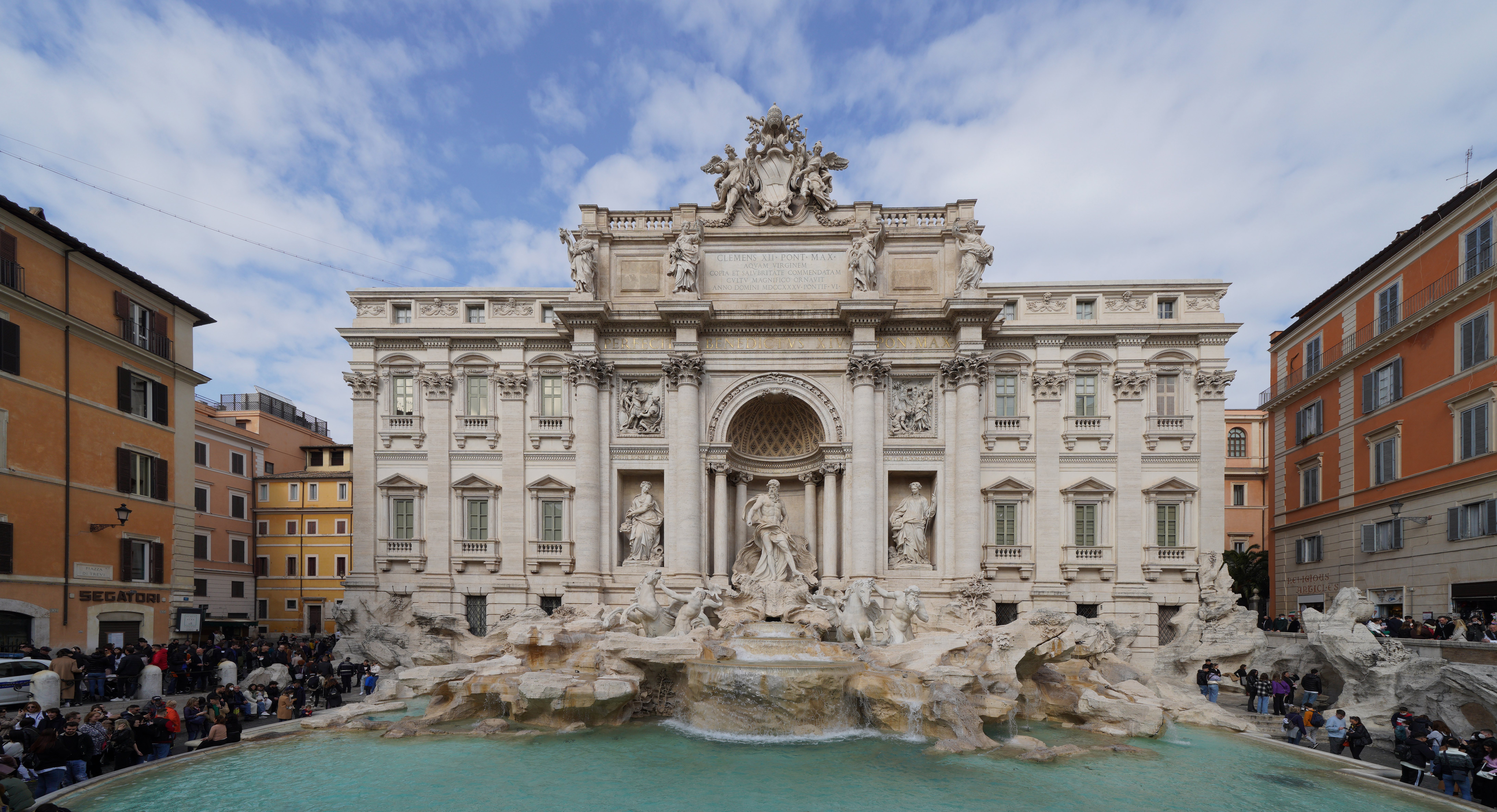
Fontana di Trevi, Rom
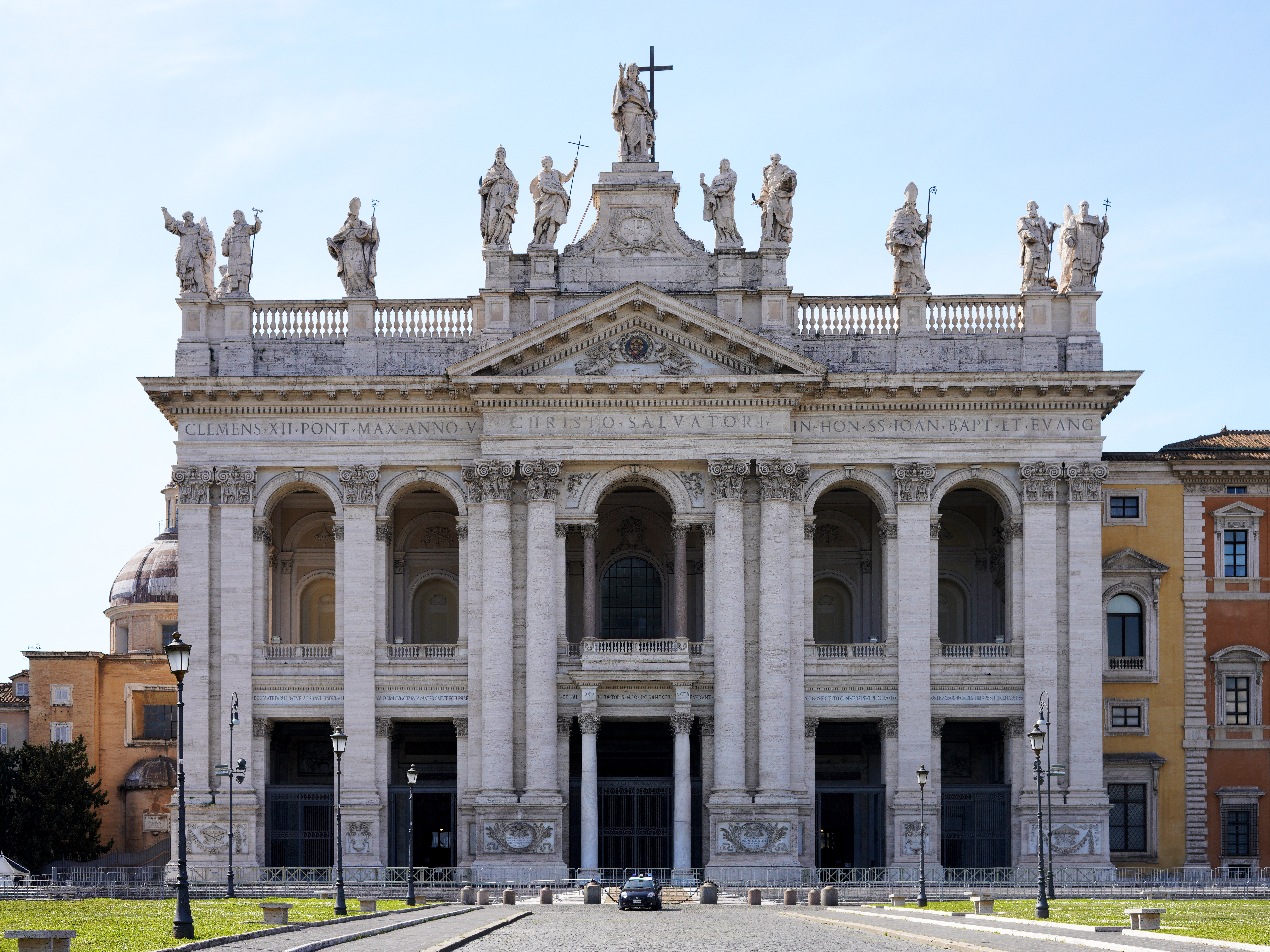
Fassade der Lateranbasilika, Rom
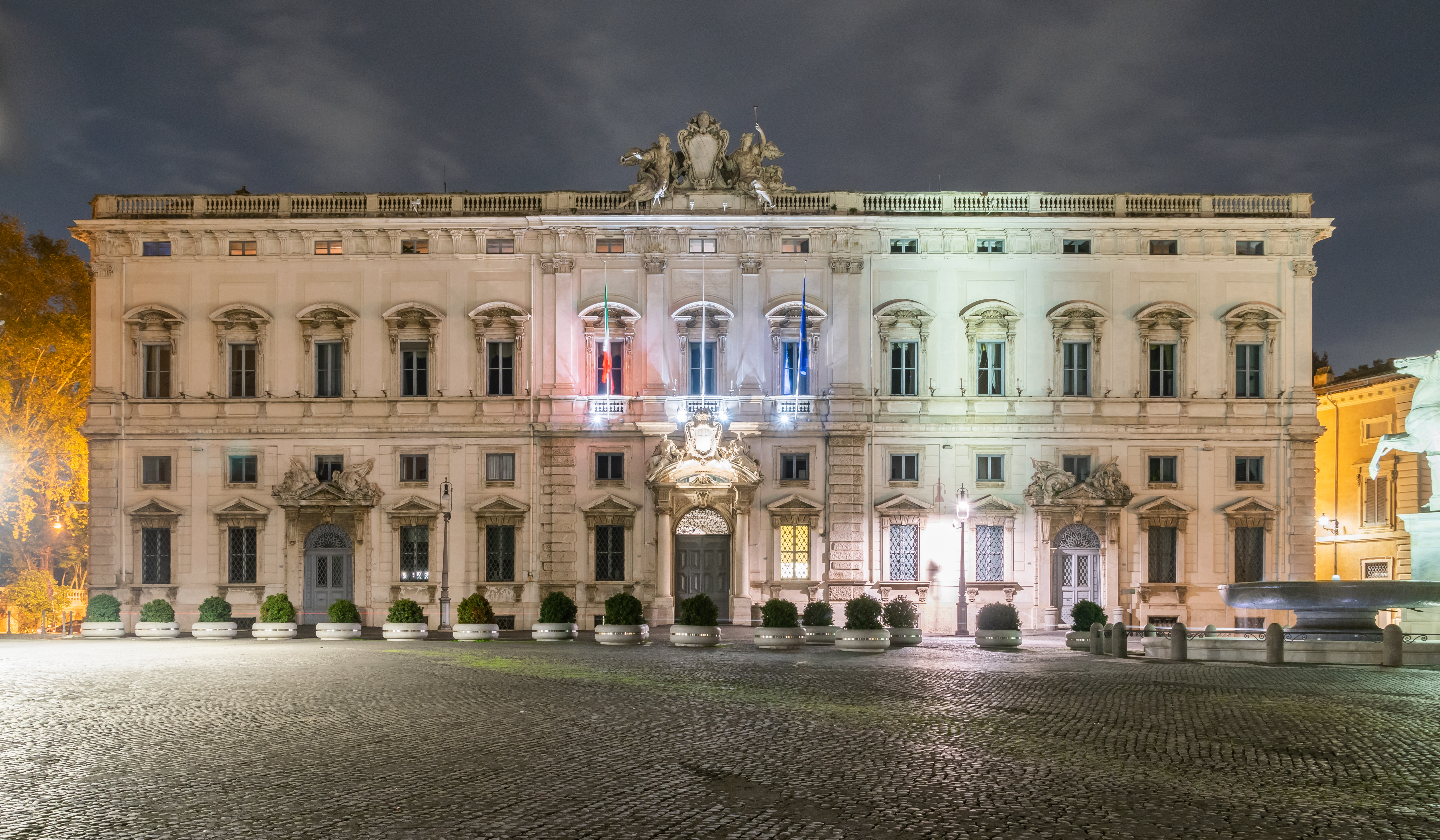
Palazzo della Consulta, Rom